# The Pasadena Roof Orchestra

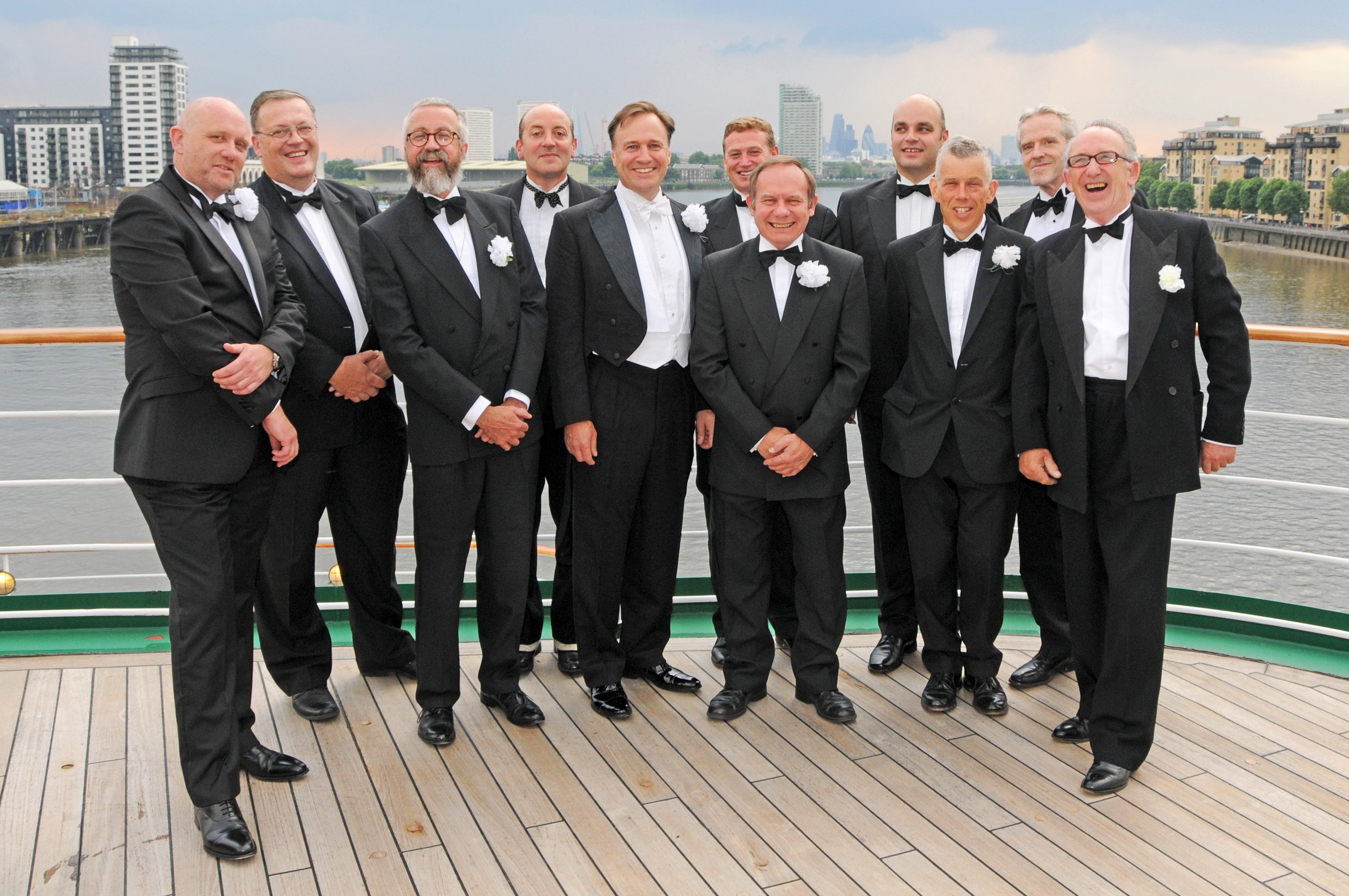
The Pasadena Roof Orchestra, 2014.

The Pasadena Roof Orchestra is een in 1969 opgerichte Britse swingband, die muziek speelt uit de jaren 1920 en 1930.

## Bezetting
- Adrian Fry
- Albert Sadler
- Andrew Pummell
- Andy Hillier
- Barry Williams
- Ben Cummings
- Bob Renvoize
- Chris MacDonald
- Clive Baker
- Dai Pritchard

- Dave Berry
- Dave Ford
- Derek Jones
- Dominic Sales
- Duncan Galloway
- Enrico Tomasso
- Frank White
- George Burt
- Graham Roberts
- Hugh Ledigo

- James Langton
- John 'Pazz' Parry
- John Arthy
- John Barron
- John Bright
- John Malam
- John Sutton
- John Watson
- Keith Gemmell
- Ken Hughes

- Louise Cookman
- Mac White
- Malcolm Baxter
- Michael Henry
- Michael Holmes
- Nik Payton
- Oliver Wilby
- Peter Durrent
- Peter Warren
- Richard Busiakiewicz

- Robert Fowler
- Robin Merrill
- Sam Bullard
- Simon Townley
- Stephen Foster
- Steve Shaw
- Tom Langham

## Geschiedenis
Het orkest begon in 1969 met het oefenwerk en had in 1974 de internationale doorbraak. Tijdens tournees speelde het orkest sinds de jaren 1990 echter nauwelijks meer in jazzclubs, maar eerder in klassieke concertzalen en op jazzfestivals, zoals het Montreux Jazz Festival. De muziek wordt traditioneel begeleid door een humoristische inbreng van de verschillende muzikanten. 
Het orkest nam de muziek voor de bioscoopfilm Comedian Harmonists van Joseph Vilsmaier op. De laatste bioscoopfilm Schöner Gigolo, armer Gigolo met Marlene Dietrich werd ook uitgebracht met muziek van het orkest. Artiesten uit de popbusiness als Robbie Williams en Bryan Ferry namen ter ondersteuning van hun presentatie hun toevlucht tot het orkest en hun muziek.
Na John 'Pazz' Parry was Robin Merrill de leadzanger van het orkest, totdat hij in Berlijn in het huwelijk trad en afscheid nam. Vanaf 1990 zongen James Langton en Duncan Galloway afwisselend. Uiteindelijk werd zanger en acteur Duncan Galloway muzikaal leider en leadzanger.
Sinds de oprichting ontstonden 40 geluidsdragers met meer dan 300 titels, die deels wereldwijd zijn uitgebracht. In 1993 volbracht het orkest tijdens een Amerikaanse tournee 50 optredens van Los Angeles tot New York. In 2001 volgde een verdere tournee in de Verenigde Staten. Sinds 2007 begeleidt het orkest de Aschermittwoch der Kabarettisten in de Philharmonie in München in de Gasteig. Het orkest vierde in 2009 met een uitgebreide tournee door Europa zijn 40-jarig bestaansfeest. In 2013 werd in Hamburg het album Ladies and Gentlemen opgenomen met gasten als Laura Fygi. In 2016 werd een live-opname van een concert in de Londense Cadogan Hall uitgebracht onder de titel Live from London.
Het Pasadena Roof Orchestra toert door Europa, hoofdzakelijk in het Verenigd Koninkrijk en Duitsland.

## Discografie
- 1974: The Pasadena Roof Orchestra
- 1975: Good News
- 1975: On Tour
- 1976: Isn't It Romantic
- 1977: The Show Must Go On
- 1978: A Talking Picture
- 1979: Night Out
- 1981: Crazy Words, Crazy Tunes
- 1987: Happy Feet
- 1989: Steppin' Out
- 1991: Breakaway
- 1993: 25th Anniversary Album
- 1993: Anthology
- 1996: Rhythm Is Our Business
- 1998: Swing That Music
- 2002: Here And Now
- 2008: Roots of Swing
- 2013: Ladies and Gentlemen
- 2016: Live from London